# Jacques Trouslard
Jacques Trouslard est un prêtre catholique français né le 25 janvier 1924 à Paris et mort le 15 février 2011 à Soissons. Il est un spécialiste reconnu de la lutte contre les phénomènes sectaires, y compris dans des mouvements ou associations se rattachant à l’Église catholique.

## Biographie
Jacques Trouslard est le fils d'un fonctionnaire de la Banque de France et le frère jumeau du chanoine Maurice Trouslard, autre figure du diocèse de Soissons,.
Il est ordonné prêtre en 1948. Engagé alors dans l'Action catholique, il est également proche du mouvement des prêtres ouvriers. Il est nommé en 1982 vicaire général du diocèse de Soissons.

## Un inlassable combat contre des mouvements sectaires
L'évêque de Soissons, alerté par une paroissienne, demande en 1982 à Jacques Troulard d'enquêter sur le groupe de Saint-Erme, dans l'Aisne,, une secte apocalyptique fondée par un prêtre catholique, Marcel Cornélis. Il collecte les témoignages de 250 familles et constitue un volumineux dossier. Nommé en 1984 « délégué à la documentation sur les sectes » par l'évêque de Soissons, il démissionne de sa fonction de vicaire général pour se consacrer à la lutte contre les phénomènes sectaires,. dans une démarche a-confessionnelle et apolitique,.
Il enquête sur les « Amis de la Croix glorieuse de Dozulé »,, association créée en 1982 afin de propager les apparitions et les révélations d'une habitante du village, Madeleine Aumont, phénomènes non reconnus par l’Église catholique, puis sur l'Invitation à la vie (IVI),, mouvement opérant principalement dans les milieux de la bourgeoisie de l'Ouest parisien.
Il met aussi en cause la Ligue de la contre-Réforme catholique (C.R.C.) menée par l'abbé de Nantes, ce qui lui vaut des menaces de mort, ainsi que l'association Avenir de la Culture (émanation française de Tradition, famille et propriété) qui lui intente un procès, dont finalement elle se désiste,. Dans un rapport destiné aux chefs d'établissement de l'enseignement privé, il pointe également les dérives qu'il observe au sein de l’école hôtelière Dosnon à Couvrelles dans l’Aisne, gérée par une structure proche de l'Opus Dei, institution dont il met en cause les pratiques. Il constitue également un volumineux dossier sur l'Office culturel de Cluny, association alors soutenue par plusieurs évêques français.
Il participe en octobre 1996 comme témoin, aux côtés d'autres experts, à un procès intenté contre l’Église de scientologie,,.
Il est auditionné par les commissions d'enquête parlementaires sur les sectes en France de 1995 et 1999. Militant en faveur d'une législation qui réprime les manipulations mentales, il conteste l'appellation « nouveaux mouvements religieux » utilisée par l'universitaire Massimo Introvigne,.
Avec l'UNADFI, il propose une grille d'analyse des sectes basée sur leur nocivité, indépendamment de leur contenu idéologique ou religieux, qui prend comme critères l'atteinte à la liberté et à la dignité, l'escroquerie (intellectuelle, morale, financière) et la dangerosité (individuelle, familiale, sociale),,.

## Distinction
- Chevalier de l'ordre national du Mérite[26]
- Chevalier de la Légion d'honneur[7]